# Frillagalma vityazi
Frillagalma vityazi är en nässeldjursart som beskrevs av Daniel 1966. Frillagalma vityazi ingår i släktet Frillagalma och familjen Agalmatidae. Inga underarter finns listade i Catalogue of Life.